# L'Eau qui dort (film, 2005)
Pour les articles homonymes, voir L'Eau qui dort.
Pour plus de détails, voir Fiche technique et Distribution.
L'Eau qui dort (Schläfer) est un germano-autrichien réalisé par Benjamin Heisenberg et sorti en 2005.

## Fiche technique
- Titre : L'Eau qui dort
- Titre original : Schläfer
- Réalisation : Benjamin Heisenberg
- Scénario : Benjamin Heisenberg
- Photographie : Reinhold Vorschneider
- Musique : Lorenz Dangel
- Son : Stephan Michalik
- Montage : Karina Ressler et Stefan Stabenow
- Décors : Renate Schmaderer
- Costumes : Stephanie Rieß
- Sociétés de production : Juicy Film - Arte - Coop99 Filmproduktion
- Pays de production :  Allemagne -  Autriche
- Durée : 99 minutes
- Dates de sortie : 
  - France : mai 2005
  - Autriche : 3 juin 2005

## Distribution
- Bastian Trost
- Mehdi Nebbou
- Loretta Pflaum
- Gundi Ellert
- Wolfgang Pregler
- Charlotte Eschmann

## Distinctions

### Récompenses
- Prix spécial du jury au Festival Premiers Plans d'Angers 2006[1]
- Prix Max Ophüls du meilleur long métrage au Festival Max Ophüls 2006[2]

### Sélections
- Festival de Cannes 2005 (Un certain regard)[3]